# 17608 Terezín
A 17608 Terezín (ideiglenes jelöléssel 1995 TN) a Naprendszer kisbolygóövében található aszteroida. Miloš Tichý fedezte fel 1995. október 12-én.